# Conservation Magazine
Das Magazin Conservation wurde von der Universität von Washington bis 2014 herausgegeben. Zunächst wurde es bis 2006 als Conservation in Practice von der Society for Conservation Biology veröffentlicht. Das Magazin wurde 2014 eingestellt und 2016 vom Verlag Future Earth übernommen und als Anthropocene Magazine wieder herausgegeben.
Die Themen des Journals reichten von Berichten zu Wäldern, Ozeanen, Energie, Klima, Ökonomie, Genetik, Ökologie und Gesundheit bis zu politischen Themen.
Online veröffentlicht das Magazin ein wöchentliches Update mit dem Titel This Week in Conservation Science.